# Konzerthaus Berlin

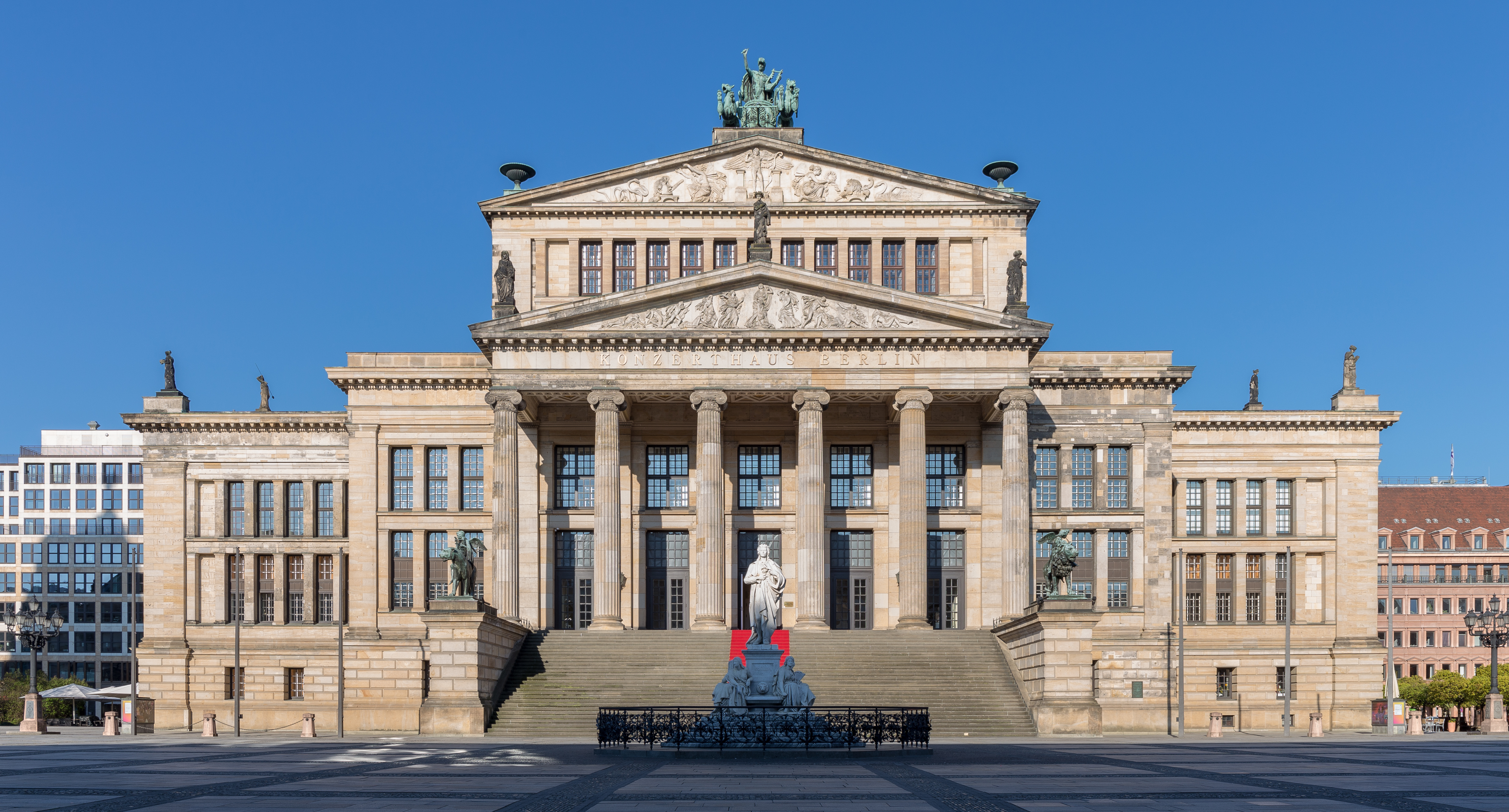
Konzerthaus Berlin, april 2015.

Konzerthaus Berlin (Berlins konserthus) är en av de tre dominerande byggnaderna på torget Gendarmenmarkt i centrala Berlin. De andra två är Deutscher Dom och Französischer Dom. Konserthuset invigdes 1821 med namnet Königliches Schauspielhaus och Schauspielhaus är fortfarande ett vanligt förekommande inofficiellt namn.

## Historia
På platsen där konserthuset står fanns under 1700-talet häststallar som användes av gendarmeriet som gav torget sitt namn. I uppdrag av Fredrik II av Preussen byggde nederländaren Jan Bouman och Georg Christian Unger 1776 en teater för franska komedier. Huset fick 1787 status som nationalteater. Mellan 1801 och 1802 byggdes en ny teater på samma ställe under ledning av arkitekten Carl Gotthard Langhans. Här hade bland annat operan Undine av E.T.A. Hoffmann premiär 1816. Huset förstördes i en brand den 29 juli 1817.
Den aktuella byggnaden uppfördes efter ritningar av Karl Friedrich Schinkel. Den var från början inte begränsad till konserter och därför togs huset den 28 maj 1821 i bruk som Königliches Schauspielhaus. Vid invigningen spelades skådespelet Iphigenie auf Tauris av Johann Wolfgang von Goethe (ska inte förväxlas med operan Ifigenia på Tauris av Gluck). Redan en månad senare uruppfördes operan Friskytten av Carl Maria von Weber.
För flera andra kända skådespel, operor och symfonier valdes Schauspielhaus när de för första gången skulle visas i Berlin, däribland symfoni nr 9 av Beethoven (1826), operan Den flygande holländaren av Richard Wagner (1844) och dramat Iphigenie in Delphi av Gerhart Hauptmann. Byggnaden ödelades 1945 under andra världskrigets slutskede.
Mellan 1979 och 1984 blev huset under ledning av arkitekterna Erhardt Gißke, Klaus Just och Manfred Prasser återuppbyggd och för de representativa delarna användes Schinkels ursprungliga ritningar. Sedan återinvigningen spelas huvudsakligen konserter i byggnaden och därför är det officiella namnet sedan 1994 Konzerthaus Berlin. Den har varit konsertlokal för Konzerthausorchester Berlin sedan 1984.